# Sadowara
Sadowara (佐土原町) était un bourg situé dans la préfecture de Miyazaki, sur l'île de Kyūshū, au Japon.

## Géographie

### Situation
Constituant désormais l'extrémité nord de Miyazaki, dans la préfecture de Miyazaki, sur l'île de Kyūshū, au Japon, le bourg de Sadowara se situe sur la rive sud de l'embouchure du fleuve Hitotsuse. Il est bordé par la ville de Saito à l'ouest, le bourg de Kunitomi au sud-ouest et celui de Shintomi au nord.

### Démographie
Le 1er janvier 2005, Sadowara comptait 33 106 habitants, répartis sur une superficie de 56,84 km2 (densité de population d'environ 582 hab./km2).

## Histoire
Le 1er janvier 2006 Sadowara fusionne avec la ville de Miyazaki.

## Économie
Sadowara  est une cité populaire et industrielle, dans le domaine des hautes-technologies. Elle est aussi connue pour ses manches à air traditionnelles : kujiranobori, en forme de baleine. 